# Maria Włoszczowska
Maria Włoszczowska (ur. 18 sierpnia 1991) – polska skrzypaczka, laureatka wielu prestiżowych konkursów.
Studiowała na Uniwersytecie Muzycznym im. F. Chopina. W 2009 zdobyła I nagrodę w VIII Ogólnopolskim Konkursie Skrzypcowym im. Z. Jahnkego w Poznaniu oraz nagrodę specjalną w XI Międzynarodowym Konkursie Młodych Skrzypków im. K. Lipińskiego i H. Wieniawskiego w Lublinie.
W 2011 na XIV Międzynarodowym Konkursie Skrzypcowym im. H. Wieniawskiego została uhonorowana Nagrodą specjalną Maxima Vengerova – 12 indywidualnymi lekcjami, jak również kilkoma innymi nagrodami: Nagrodą Akademii Muzycznej im. I.J. Paderewskiego w Poznaniu za najlepsze wykonanie kompozycji J.S. Bacha w wysokości 1000 Euro; Nagrodą Festiwalu „Polskie Camino de Santiago” dla najlepszego Polaka, który nie wszedł do finału Konkursu - występem na festiwalu w sezonie 2012/13; Nagrodą Gubernatora Dystryktu Klubów „Rotary” International w wysokości 1000 euro dla najlepszego Polaka w Konkursie; jak również Nagrodą dr. Michała Piechowiaka z Oldenburga w wysokości 1000 euro dla uczestnika, który uzyskał najwyższą punktację poza finalistami.
W 2018 zdobyła I nagrodę na Międzynarodowym Konkursie Bachowskim w Lipsku.